# Praporščica
Praporščica je povirni krak potoka Tunjščica, ki predstavlja levi pritok Pšate.